# Le Béguin de la garnison
Pour plus de détails, voir Fiche technique et Distribution.
Le Béguin de la garnison est un film français coréalisé par Pierre Weill et Robert Vernay, sorti en 1933.

## Fiche technique
- Titre : La Béguin de la garnison
- Réalisation : Pierre Weill et Robert Vernay
- Assistants-metteurs en scène : Raymond Blondy et Louis Bosderon
- Scénario : d'après la pièce de Paul Murio
- Photographie : Georges Asselin
- Décors : Hugues Laurent
- Musique : Guy d'Arvor
- Production : Plus Ultra Films
- Format :  Noir et blanc - 35 mm - Son mono
- Pays d'origine :  France
- Genre : Comédie
- Durée : 87 minutes
- Date de sortie : France - 7 avril 1933

## Distribution
- Colette Darfeuil : Folette
- Raymond Guérin-Catelain : Philémon
- Henri Debain : le colonel
- Léone Chaney
- Rosy Morena
- Gilbert Nabos
- Albert Broquin